# Jardín Botánico Rombergpark

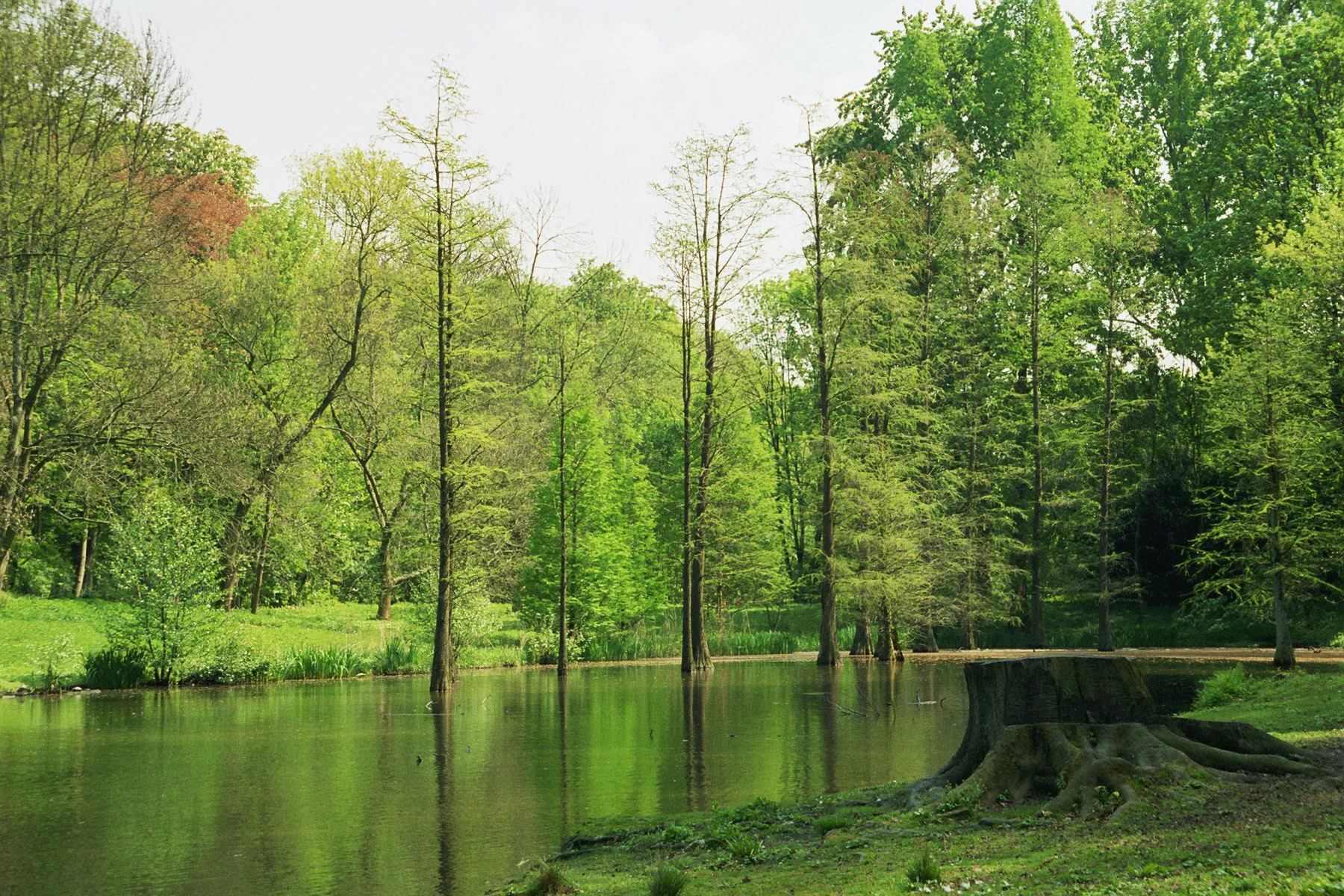
Cipreces calvos en el Botanischer Garten Rombergpark.

El Jardín Botánico Rombergpark en alemán : Botanischer Garten Rombergpark o simplemente Rombergpark, es un arboreto y jardín botánico de 65 hectáreas de extensión de administración municipal en Dortmund, Alemania. 

## Localización
Se encuentra ubicado en Am Rombergpark 49b, Dortmund, Nordrhein-Westfalen-Renania del Norte-Westfalia, Deutschland-Alemania.51°28′50.52″N 7°28′6.24″E / 51.4807000, 7.4684000
Se encuentra abierto a diario en los meses cálidos del año. 

## Historia
El jardín fue establecido en 1822 como un parque paisajista inglés propiedad de la familia Romberg. Entre 1927 y 1929 fue adquirido por la ciudad y bajo de la dirección de director de la planificación de la ciudad Richard Nose realzado por un pequeño jardín de hierbas. 
El parque y el castillo fueron muy dañados durante la Segunda Guerra Mundial, pero al comienzo de la dirección del jardín en  1950 de Gerd Krüssmann lo reconstruyó como arboreto, agregando unas 4500 especies de plantas al parque. 
En 1958 fue construido el invernadero, y en 1985 fue agregado un jardín de plantas medicinales.

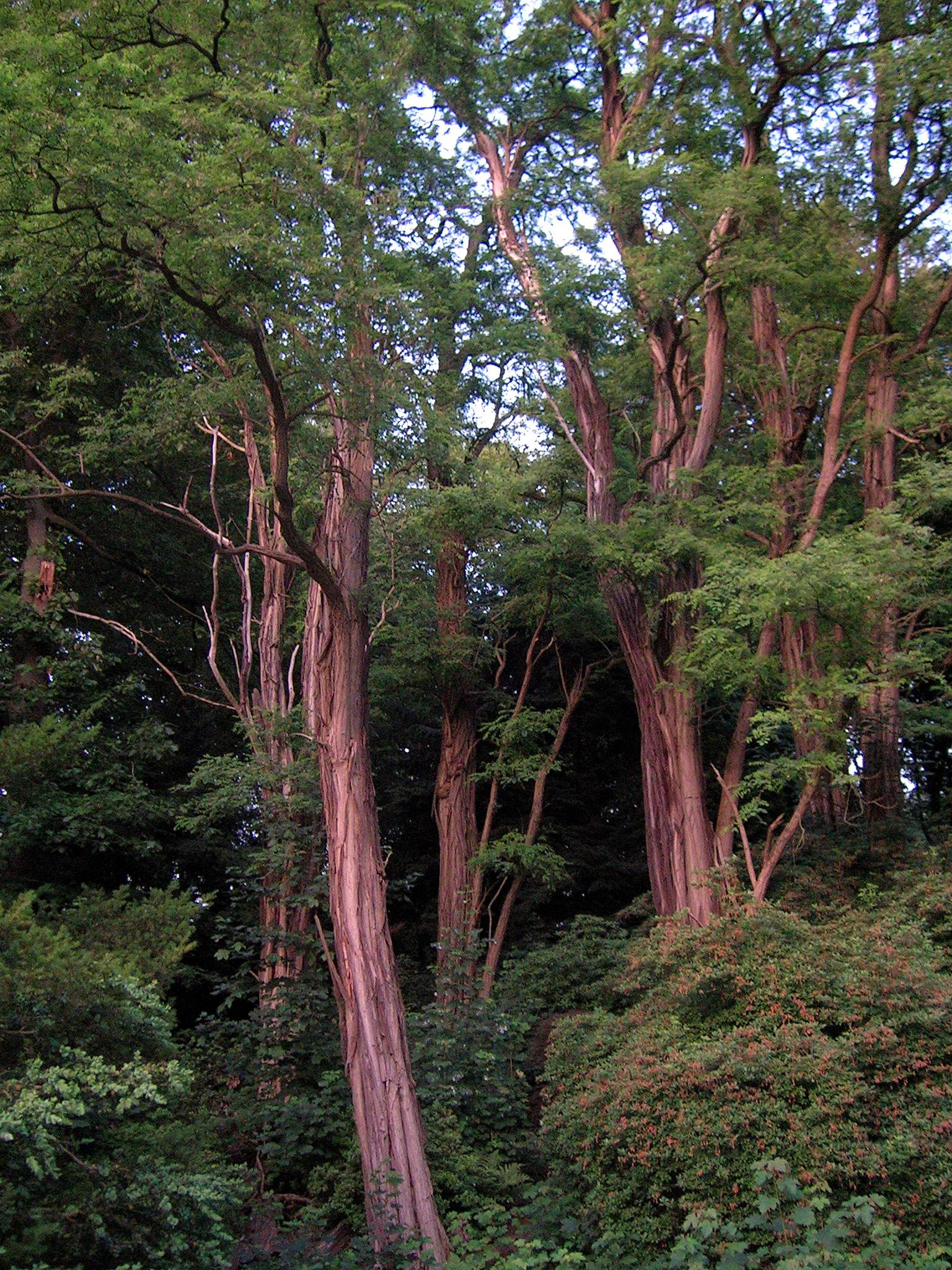
Botanischer Garten Rombergpark.

## Colecciones
Actualmente el jardín alberga;
- Parque paisajista inglés histórico  con diversos monumentos;
- Arboreto que contiene millares de especies de plantas leñosas, incluyendo algunos de los árboles más grandes existentes en Renania del Norte-Westfalia;
- Terraza con palmeras;
- Invernaderos en total son 4 (superficie total de 1000 m²), para cactus y suculentas, helechos, plantas tropicales, Camelias, jazmines, y limoneros.